# World Series Baseball (videójáték, 1985)
A World Series Baseball vagy észak-amerikai címén The Slugger baseball-videójáték, melyet az Ocean Software fejlesztett és jelentetett meg az Imagine Software név alatt. A játék 1985-ben jelent meg Amstrad CPC, Commodore 64 és ZX Spectrum számítógépekre, illetve 1986-ban PC booterre. A ZX Spectrum-átiratot a Platinum Productions fejlesztette.

## Játékmenet
A World Series Baseball játéktermi stílusú baseballjáték. A mérkőzések hosszát 3, 6 vagy 9 játékrészre lehet beállítani. A játék ugyan a borítóján szimulátornak hirdeti magát, azonban csak nagyvonalakban követi a baseball szabályrendszerét, attól számos ponton eltér. Példának okáért a fly-outoknál a bázisfutóknak nem kell visszaérintenie a bázisra, az érvénytelen ütéseket nem próbálják meg elkapni a védőjátékosok, a bázisfutók nem akkor vannak biztonságban, ha a bázison, hanem ha az előtt állnak, a játékoknak csak akkor van vége, ha a labda visszakerül a dobójátékoshoz és az a dobógumin áll, de az ütőszem helyén elhelyezkedő hatalmas kijelző is szabályokba ütközik.
A játék izometrikus nézetből játszódik, az ütő- és dobójátékos párharca egy hatalmas kijelzőn közelebbről is látható. A kor több baseballjátékával ellentétben a játékos irányítja a védőjátékosokat, de bázisokat is lophat, illetve csavartlabdákat is dobhat. Az első és a hatodik játékrész után cheerleaderek vonulnak fel a pályára szurkolni a csapatoknak, holott ez kifejezetten nem jellemző az amerikai baseballmérkőzésekre. A játékos a csapatok mezének színét is megváltoztathatja.

## Fogadtatás
A Zzap!64 1985-ben 87/100%-ra értékelte a játék Commodore 64-verzióját, dicsérve a játékmenetet, a grafikát és a mesterséges intelligencia által nyújtott kihívást. A magazin 1989-ben 78/100%-ot adott a játékra, kiemelve, hogy az „tökéletesen bemutatta a C64 szín és hangzásbeli előnyeit a Speccyvel szemben” és „a WSB továbbra is olyan szórakoztató, mint megjelenésekor”. A kiadvány 1992-ben 76/100%-ot adott a játékra, kiemelve a realizmus hiányát, ami leginkább a dobórendszerben mutatkozik meg.
A Sinclair User 3/5 csillagot adott a ZX Spectrum-kiadásra, megjegyezve, hogy „[…] a játék szórakoztató és úgy tűnik, hogy realisztikus is.” A Spectrum-kiadás a harmadik helyen mutatkozott be a platform havi eladási listáján.